# Letino
Letino är en ort och kommun i provinsen Caserta i regionen Kampanien i Italien. Kommunen hade 703 invånare (2017).